# NGC 1554
NGC 1554 هي مجرة تتبع كوكبة الثور. اكتشفها أوتو ستروف في 14 مارس 1868.

## روابط خارجية
- NGC 1554 على موقع ويكي سكاي: DSS2, SDSS, GALEX, IRAS, Hydrogen α, X-Ray, Astrophoto, Sky Map, Articles and images